# Camilla Ravera
Camilla Ravera (Acqui Terme, 18 de junho de 1889 — Roma, 14 de abril de 1988) foi uma política italiana. Em 1921 figurou entre os fundadores do Partido Comunista Italiano, encarregada do setor feminino.
Foi delegada em vários Congressos do Comintern, ocasiões em que conheceu Lênin e Stálin. 
Em 1930 foi condenada por 15 anos pelas brigadas fascistas, mas ficou presa por cinco anos somente. Foi deputada nos primeiros dois mandatos republicanos.
Em 8 de janeiro de 1982 foi nomeada pelo então presidente de República Italiana, Sandro Pertini, senadora vitalícia, sendo a primeira mulher a assumir o cargo.
A sede do PCI em Acqui Terme é dedicada a ela, bem como como ruas em Alessandria, Ferrara, Suzzara (MN) e Rignano sull'Arno (FI).

## Conexões externas
- (em italiano) Camilla Ravera la prima donna eletta senatrice a vita, de Rai Storia